# Habrová
Habrová je malá vesnice, část obce Dolany v jihovýchodní části okresu Plzeň-sever v Plzeňském kraji. Leží deset kilometrů severovýchodně od Plzně. Habrová leží v katastrálním území Dolany u Plzně o výměře 8,13 km². V roce 2011 zde trvale žilo 18 obyvatel.

## Historie
První písemná zmínka o vesnici pochází z roku 1401.

## Přírodní poměry
Ves sousedí na severozápadě s Dolany a na jihovýchodě za Berounkou s Chrástem. Habrová leží na hranici přírodního parku Horní Berounka.

## Obyvatelstvo
| Rok            | 1869 | 1880 | 1890 | 1900 | 1910 | 1921 | 1930 | 1950 | 1961 | 1970 | 1980 | 1991 | 2001 | 2011 | 2021 |
| -------------- | ---- | ---- | ---- | ---- | ---- | ---- | ---- | ---- | ---- | ---- | ---- | ---- | ---- | ---- | ---- |
| Počet obyvatel | 120  | 114  | 117  | 121  | 109  | 91   | 93   | 53   | 52   | 43   | 17   | 8    | 13   | 18   | 39   |
| Počet domů     | 21   | 21   | 21   | 19   | 19   | 19   | 20   | 18   | 18   | 14   | 10   | 16   | 18   | 8    | 18   |